# Változó csigaforgató
A változó csigaforgató (Haematopus unicolor) a madarak osztályának lilealakúak (Charadriiformes) rendjébe, ezen belül a csigaforgatófélék (Haematopodidae) családjába tartozó faj.

## Rendszerezése
A fajt Johann Reinhold Forster német ornitológus írta le 1844-ben.

## Előfordulása
Új-Zéland tengerpartjain honos. Természetes élőhelyei a sziklás és homokos partvidékek. Állandó, nem vonuló faj.

## Megjelenése
Testhossza 49 centiméter. Tollazata fekete vagy tarka.
|  |  |

## Természetvédelmi helyzete
Az elterjedési területe nagy, egyedszáma 4000 alatti, viszont növekszik. A Természetvédelmi Világszövetség Vörös listáján nem fenyegetett fajként szerepel.